# Hrvatska konferencija viših redovničkih poglavara i poglavarica
Hrvatska konferencija viših redovničkih poglavara i poglavarica (HKVRPP) je organizacija hrvatskih katoličkih redovnika i redovnica.

## Uprava
21. listopada 2014., na 46. plenarnom zasjedanju u Zagrebu, koje je bilo i izborna skupština, a kojem je tema bila "Ususret Godini posvećenog života: opći poziv na svetost - svetost redovništva", viši redovnički poglavari i poglavarice izabrali su novu upravu koju čine:
- predsjednik: fra Jure Šarčević, provincijalni ministar Hrvatske kapucinske provincije sv. Leopolda Bogdana Mandića
- dopredsjednica: s. Miroslava Bradica, vrhovna glavarica Družbe sestara milosrdnica
- članovi Vijeća:
- o. Anto Gavrić, provincijal Hrvatske dominikanske provincije
- o. Pejo Orkić, provincijal Hrvatske salezijanske provincije
- s. Katarina Maglica, vrhovna glavarica sestara dominikanki Kongregacije svetih Anđela čuvara
- s. Ružica Barić, vrhovna poglavarica Družbe sestara franjevki od Bezgrješnog začeća iz Dubrovnika

## Povjerenstva
Sljedeća Povjerenstva djeluju pri Upravi:
- Povjerenstvo za početnu formaciju redovnika i redovnica
- Povjerenstvo za trajnu formaciju redovnika i redovnica
- Povjerenstvo za predškolski odgoj u ustanovama koje vode redovničke ustanove ili su u njihovu vlasništvu
- Povjerenstvo za medicinske sestre članice redovničkih ustanova
- Povjerenstvo za promicanje redovničkih zvanja
- Povjerenstvo za sredstva društvenog komuniciranja i izdavačku djelatnost

## Vanjske poveznice
- Statuti HKVRPP-a